# Municipio de San Agustín Loxicha
El municipio de San Agustín Loxicha es uno de los 570 municipios que conforman al estado mexicano de Oaxaca. Pertenece al distrito de Pochutla, dentro de la región costa. Su cabecera es la localidad de San Agustín Loxicha.

## Geografía
El municipio abarca 321.72 km² y se encuentra a una altitud promedio de 1820 m s. n. m., oscilando entre 2300 y 500 m s. n. m.

## Demografía
De acuerdo al último censo, realizado por el INEGI en 2010, en el municipio habitan 22565 personas, repartidas entre 61 localidades.